# Horst Faas
Horst Faas né le 27 avril 1933 à Berlin et mort le 10 mai 2012 à Munich est un photojournaliste de guerre allemand.

## Biographie
Horst Faas naît le 28 avril 1933 à Berlin, qui fait alors partie de l'Allemagne nazie.
Il commence sa carrière photographique en 1951 à l'agence Keystone et, à l'âge de 21 ans, il couvre déjà les événements majeurs concernant l'Indochine, notamment les négociations de paix à Genève en 1954.  En 1956, il rejoint l'Associated Press (AP), où il acquiert la réputation d'être un photographe de guerre tenace, couvrant les guerres au Viêt Nam et au Laos, ainsi qu'au Congo et en Algérie.  En 1962, il devient photographe en chef d'AP pour l'Asie du Sud-Est et reste basé à Saigon jusqu'en 1974.
Horst Faas est le photographe qui a couvert la guerre du Viêt Nam le plus longtemps, de 1962 à 1974.
Prix Pulitzer en 1965 pour sa couverture du conflit au Viêt Nam, où il est grièvement blessé aux jambes par une grenade en 1967, il reçoit un deuxième Prix Pulitzer en 1972 pour sa couverture de la guerre de libération du Bangladesh. Il joue un rôle essentiel dans la diffusion de deux des plus célèbres photographies de la guerre du Viêt Nam : « La petite fille au napalm », et « Execution of Nguyễn Văn Lém (en) ».
Dans son livre Requiem: By the Photographers Who Died in Vietnam and in Indochina, co-édité avec son collègue Tim Page, il rend hommage aux photographes morts durant les guerres d'Indochine puis du Viêt Nam : Jean Péraud, Robert Capa, Larry Burrows, Henri Huet, Kyoichi Sawada, etc., qu'il a notamment côtoyés en tant que chef du bureau d'Asie du Sud-Est de l'Associated Press à partir de 1962.

## Publications
- Horst Faas, Tim Page, Requiem: By the Photographers Who Died in Vietnam and in Indochina, Random House, 1997.
- Horst Faas : 50 Ans de photojournalisme, avec Hélène Gédouin, Éditions du Chêne, 2008  (ISBN 978-2842778064).
- Horst Faas et Hélène Gédouin, Henri Huet, j'étais photographe de guerre au Viêtnam, Éditions du Chêne, Hachette Livre, 2006, 192 p.  (ISBN 2842776542).

## Récompenses
- 1965, prix Pulitzer pour sa couverture de la guerre du Viêt Nam.
- 1972, prix Pulitzer de la photographie d'actualité avec Michel Laurent pour leur série Mort à Dacca.
- 1997, prix Robert Capa Gold Medal.
- 2005, prix Erich-Salomon.